# 名草の巨石群

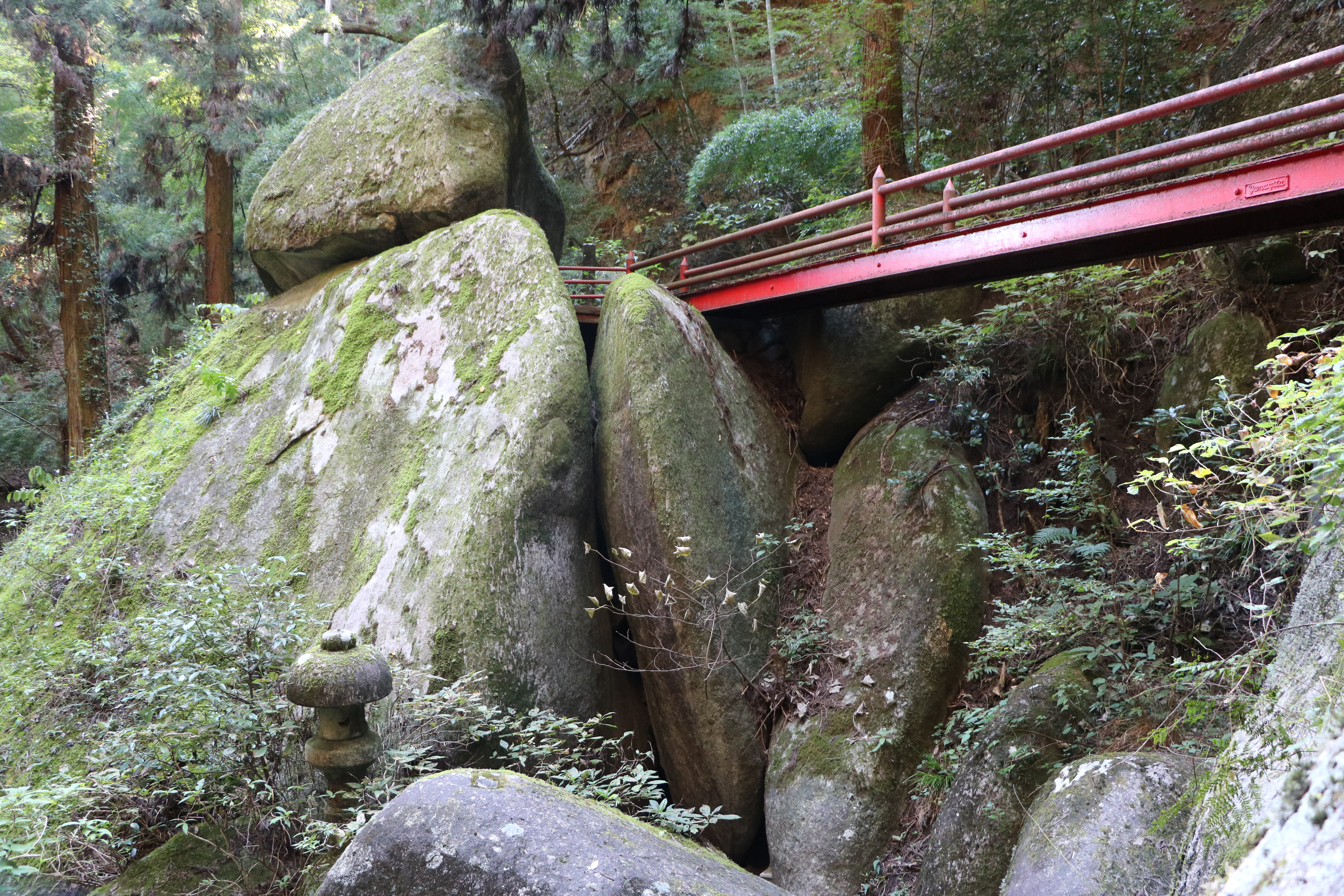
名草の巨石群。お供え石。2023年10月24日撮影。

名草の巨石群（なぐさのきょせきぐん）は、栃木県足利市名草上町にある、国の天然記念物に指定された、黒雲母花崗閃緑岩の巨石が多数累積する一帯である。
この巨石群は花崗岩質特有の風化作用により形成されたもので、天然記念物指定地は通称「名草弁天」と呼ばれる名草厳島神社境内の、深い木立に囲まれた谷間の沢筋に所在している。粗い節理を持つ黒雲母花崗閃緑岩が節理に沿って割れた後、風化の進行とともに雨水や水流などの浸食を受け続けるが、節理間の母岩の核心部（コアストーン）の硬い部分は風化や浸食の影響を受けにくく、球体状や直方体状の巨岩として残る。名草の巨石群はこれらコアストーンが積み重なるように残留したもので、弁天沢と呼ばれる小さな沢筋の谷間に多数の巨石が累積集積されている。

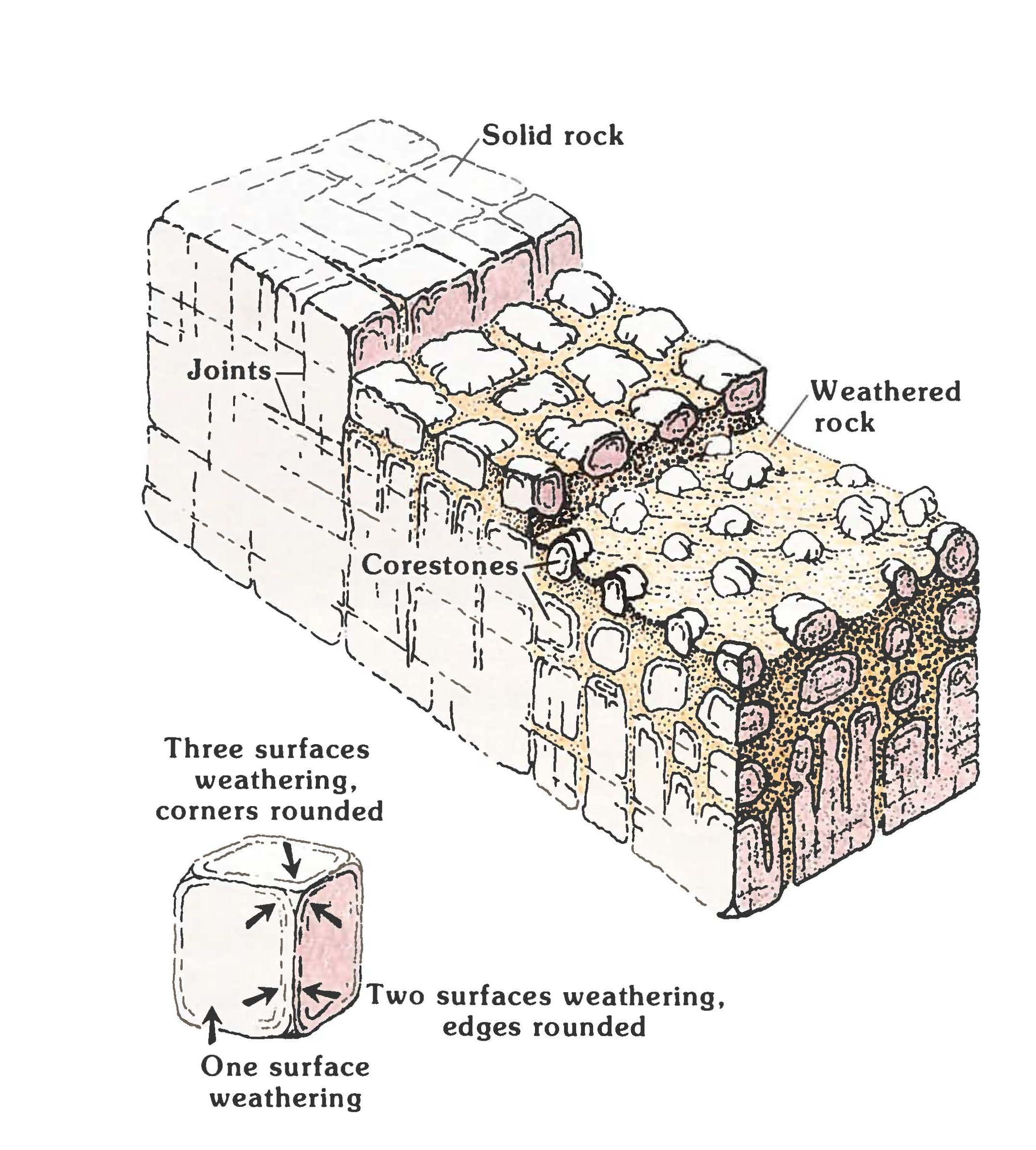
玉ねぎ状風化（方状節理）の形成過程イメージ。

一般的に花崗岩質の岩石は方状節理（格子状の割れ目）に沿って風化が進むため、玉ねぎ状風化と呼ばれる直方体の巨岩や巨石が形成されやすい。名草の巨石群はこの花崗岩特有の風化現象を示す資料的価値、学術的価値が高く貴重であることから、地質鉱物に対する国の天然記念物指定基準「（九）風化及び侵蝕に関する現象」によるものとして、1939年（昭和14年）9月7日に国の天然記念物に指定された。
当初の指定名称は当時の村名を冠した「名草村の巨石群」であったが、1954年（昭和29年）に名草村が足利市に編入されたことに伴い、1957年（昭和32年）7月31日に「村」の付かない「名草の巨石群」へ名称変更された。

## 解説

### 名草厳島神社と巨石

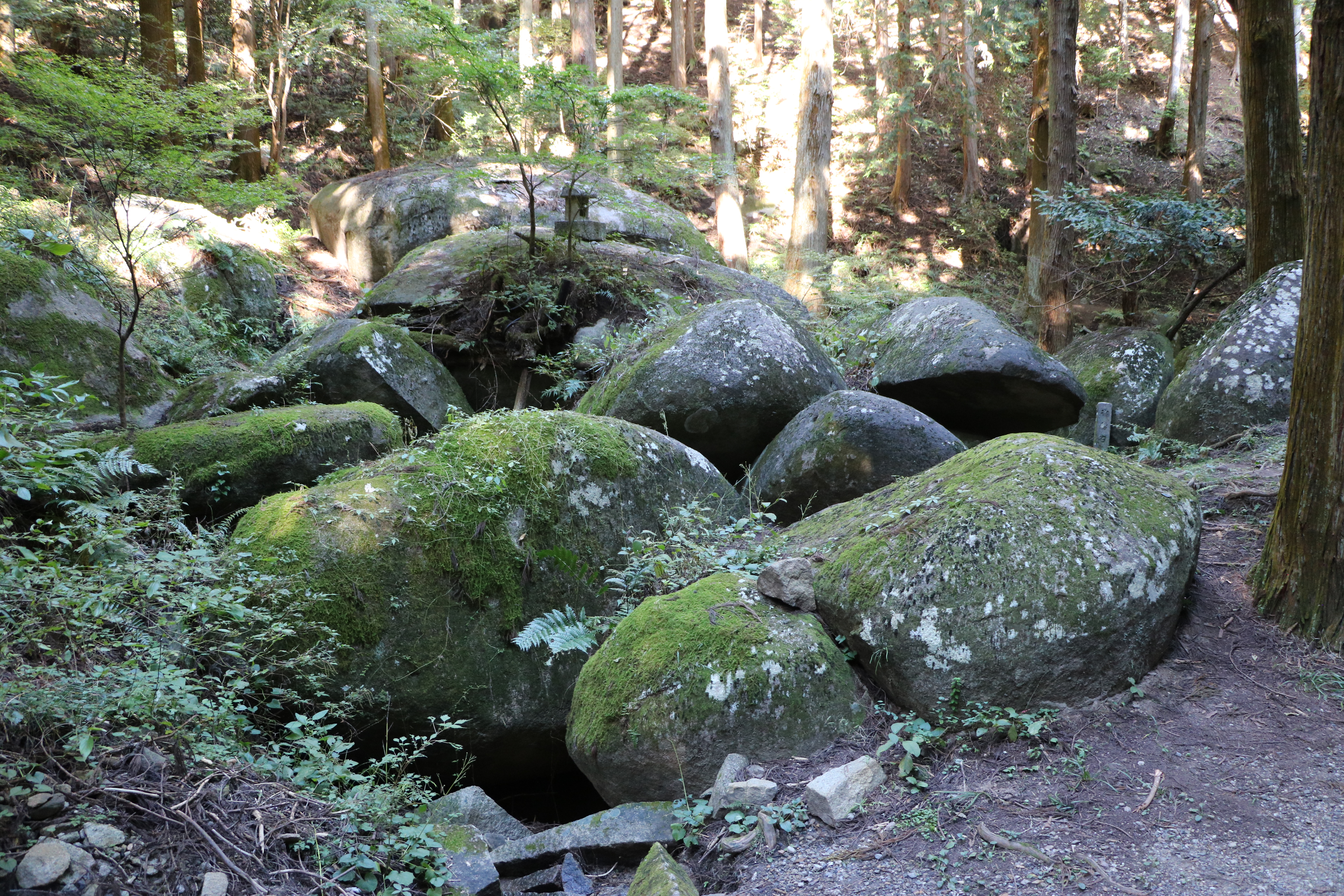
名草の巨石群。指定地の最上部にあるコアストーン。2023年10月24日撮影。

名草の巨石群のある足利市は栃木県南西部に位置する両毛地域の中核都市の1つであり、国の天然記念物に指定された名草の巨石群は、足利市街地北部を占める足尾山地南端部の足利県立自然公園の一角に所在する。足利市中心部から北へ向かって「南北三里」と言われる名草地区を流れる名草川沿いをさかのぼると、古くから近隣の人々の信仰を集めた名草厳島神社が鎮座している。伝承によれば弘法大師が名草地区の農耕の守護として弁財天を祀ったことが始まりとされ、かつては巨石自体が弁財天として信仰されていたという。明治の神仏分離後は厳島神社として祀られ、名草地区の人々が代々氏子を務めているが、地元では今日も「弁天様」の名前で親しまれている。
名草厳島神社入口の朱色の鳥居をくぐり、弁天沢と呼ばれる小さな沢沿いの参道を10分ほど進むと石鳥居が見え、右手には天然記念物指定の石碑があり、周囲に花崗岩の巨石が多数現れる。これらの巨石には「弁慶の割石」「お供石」「太鼓石」「お舟石」などの名前が付けられ、節理の割れ目に根を下ろした「石割楓（カエデ）」などがあり、このうち「弁慶の割石」と「お供え石」が特によく知られている。
「弁慶の割石」は上部を頂点とする三角形をした高さ3メートルほどの巨石であるが、中央頂部から垂直方向へ真っ二つに割れており、石上で仁王立ちになった弁慶が杖で突き割ったという話が古くから伝えられている。これは人知の及ばない特異的な自然に対する昔の人々の畏敬の念から生じた伝承のひとつとされ、昭和初期の絵葉書の被写体にも使用されるなど、名草の巨石群を代表する巨石である。
その先、前方左右には2つの巨石があり、上部には2つの巨石同士をつなぐ朱塗りの歩行者用の橋が架けられている。向かって右側の巨石の上面に厳島神社の本殿が建てられているが、左側の巨石が「お供え石」と呼ばれる名草の巨石群中で最大のものである。名前の通り頂部にお供え物のような石が載っているように見える巨石で、高さ11メートル、周囲は30メートルもある。この「お供え石」の下部には人間が通り抜けられる「胎内めぐり」と呼ぶ小さな隙間があり、岩屋のような細長い通路が5メートルほど続き、ここを通り抜けることで身が清められるとされている。
神社本殿から更に上方へ300メートルほど登ると、杉木立の中に巨石が積み重なるように累積している。典型的な玉ねぎ状風化による黒雲母花崗閃緑岩のコアストーン（core stone）であり、傍らには下方の石鳥居脇にある石碑とは別個の天然記念物指定石碑が建立されている。
これら境内一帯の巨石群は、方状の節理を持った花崗岩特有の風化現象の状態が良く保たれ、また規模も大きく学術的価値が高いため、1939年（昭和14年）9月7日に国の天然記念物に指定された。

### 足利岩体の黒雲母花崗閃緑岩

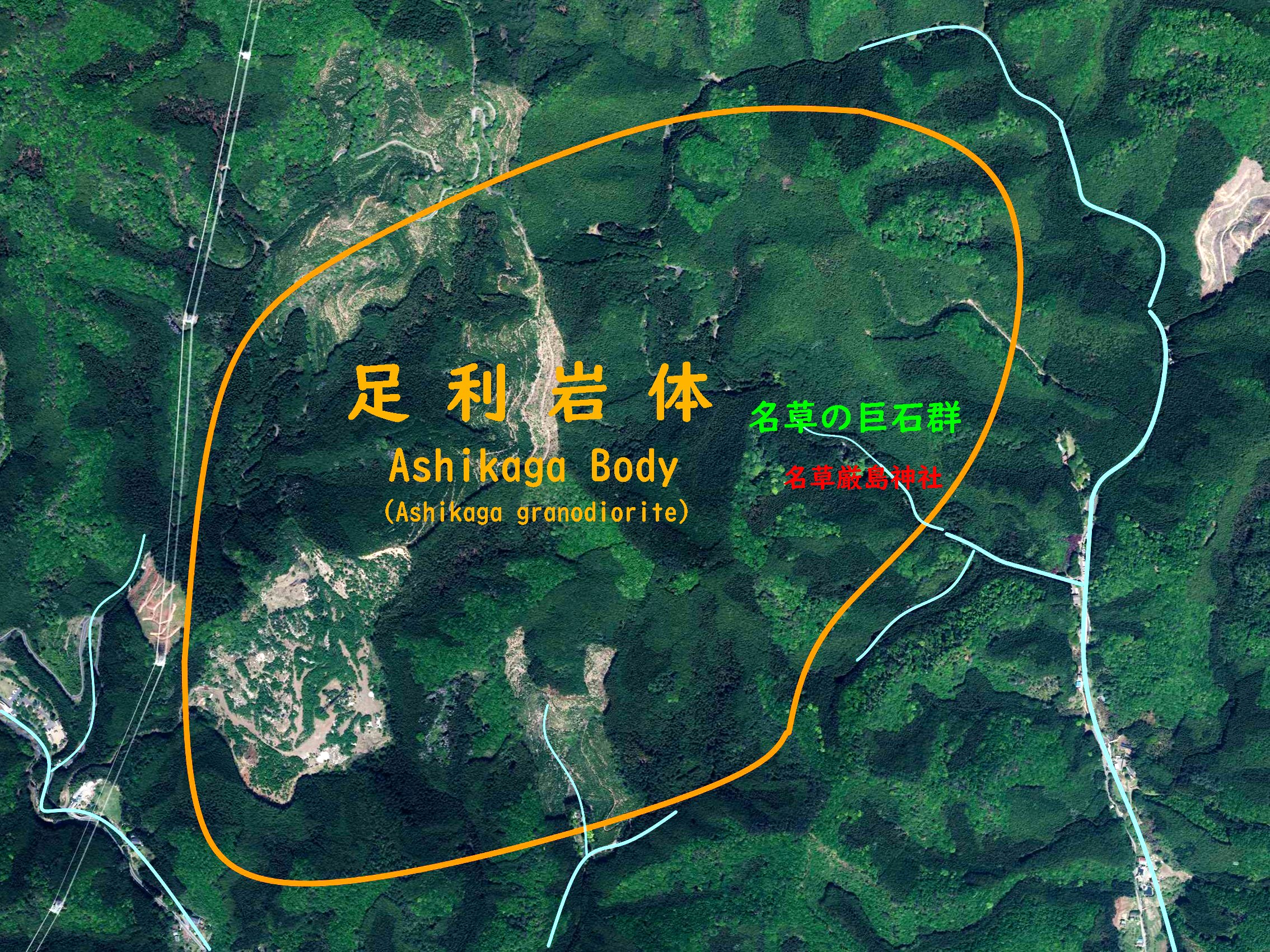
足利岩体と名草の巨石群周辺の空中写真。岩体の範囲概略イメージを橙色の線で示した。
伊藤剛・中村佳博（2021）第4図より作成。
。（2014年5月3日撮影の画像を使用作成）

足尾山地の地質は、古生代から古生代ジュラ紀にかけて構成された付加体が広く分布しており、各所に露出した後期白亜紀から古第三紀の珪長質火成岩類はマグマが貫入した花崗岩が主体である。この足尾山地の珪長質火成岩類は、年代や特徴に基づいて地質学者の矢内佳三により1972年（昭和47年）に3つのタイプに区分されているが、そのうち名草の巨石群を構成する花崗岩は「沢入（そうり）型花崗岩類」と呼ばれる後期白亜紀に形成された花崗閃緑岩で、足尾山地南部の足利市名草町と松田町に跨る、直径約1.5キロメートルの足利岩体と呼ばれる、北東－南西方向に長軸をもつ楕円形状に露出する岩株状岩体の一部が風化して出来たものである。
足利岩体の主要な構成鉱物は石英、斜長石、カリ長石、黒雲母など粗粒完晶質で、全体的に灰色から灰白色をしており岩相変化は乏しい。岩相変化が乏しいことは石材としては有用であるため、足利岩体の黒雲母花崗閃緑岩は建築石材として採石が行われてきたが、名草の巨石群のある一角は厳島神社の境内で神域ということもあり、採石されることなく原状維持が図られてきたものと考えられている。
天然記念物指定地のうち、弁天沢上流部にあたる神社本殿の上方には、最大で直径数メートルにおよぶ黒雲母花崗閃緑岩のコアストーンが見られる。一方、本殿に接する指定地下部には先述した「お供え石」「弁慶の割石」などの大規模な黒雲母花崗閃緑岩が見られるが、これらはコアストーンではなく露頭であると考えられている。なお指定地外の舗装路や林道沿いにも露頭が点在しているが風化が著しい。
足利岩体では岩体が形成された貫入状況や、岩体周辺部の接触変成帯など変成作用の研究が進んでおり、岩体周囲に分布する炭質物を多く含む泥質岩を対象に炭質物温度計による変成温度の推定が行われた。それによれば岩体の北縁部と南縁部とで得られた試料はそれぞれ変成温度が大きく異なることが判明しており、岩体の貫入角度の違いによる影響が考えられ、これらのことから試料が得られた地点の周辺には地下に伏在する岩体、もしくは既に削剥されて現存していない岩体が周辺に存在していた可能性が指摘されている。

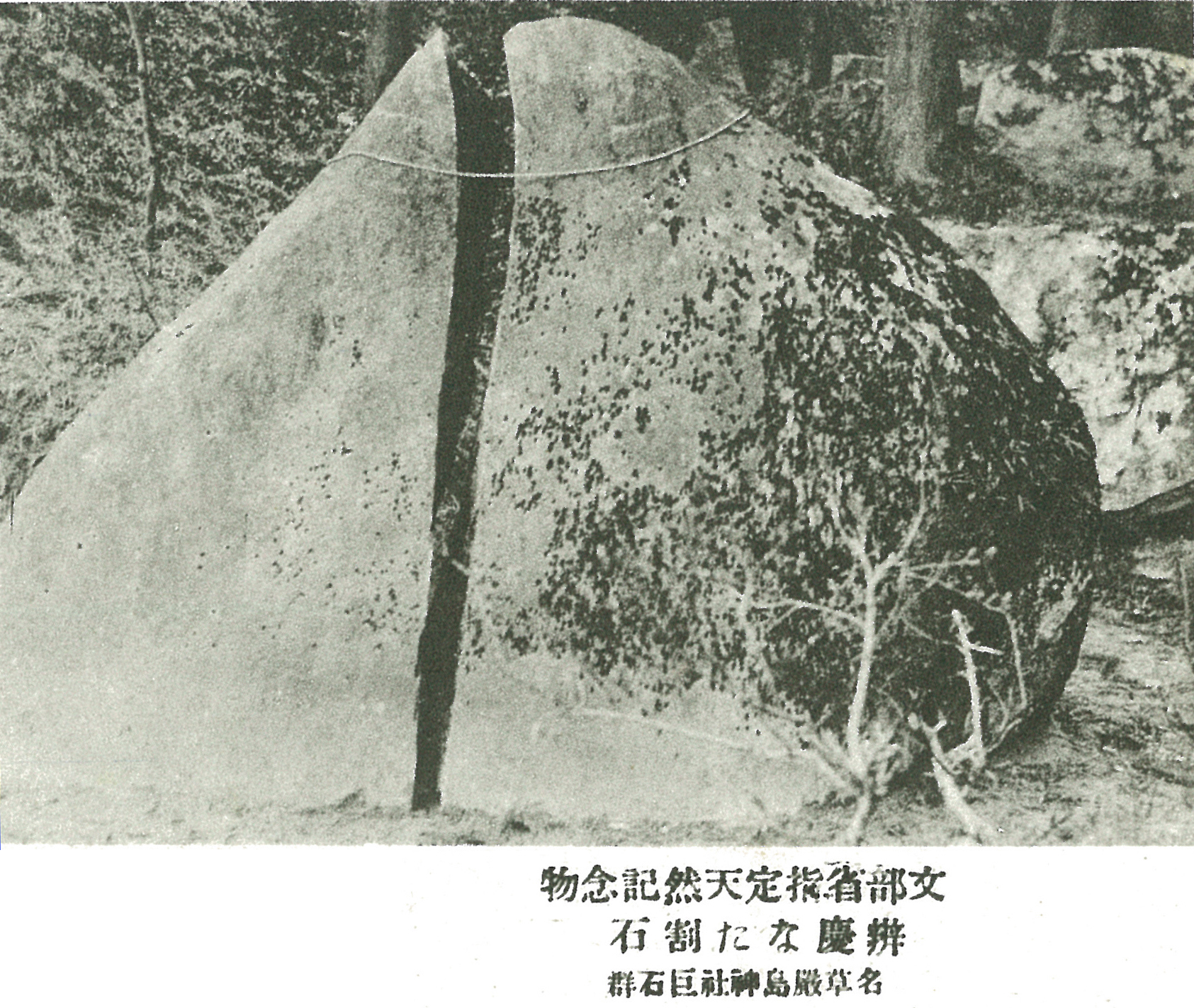
昭和初期の絵葉書。文部省指定天然記念物「辨慶なた割石」名草厳島神社巨石群と表記されている。
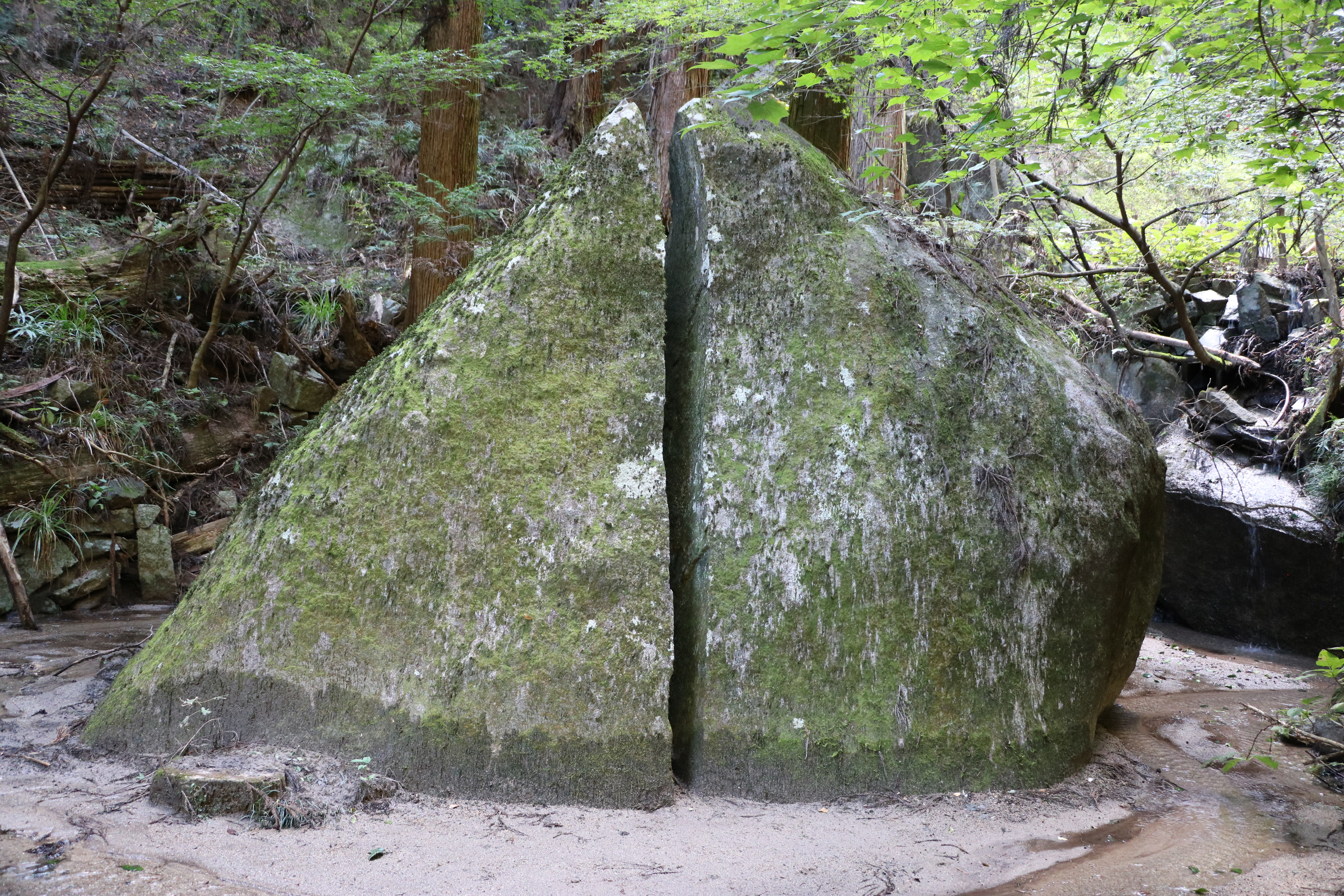
弁慶の割石。頂部から真っ二つに割れている。2023年10月24日撮影。
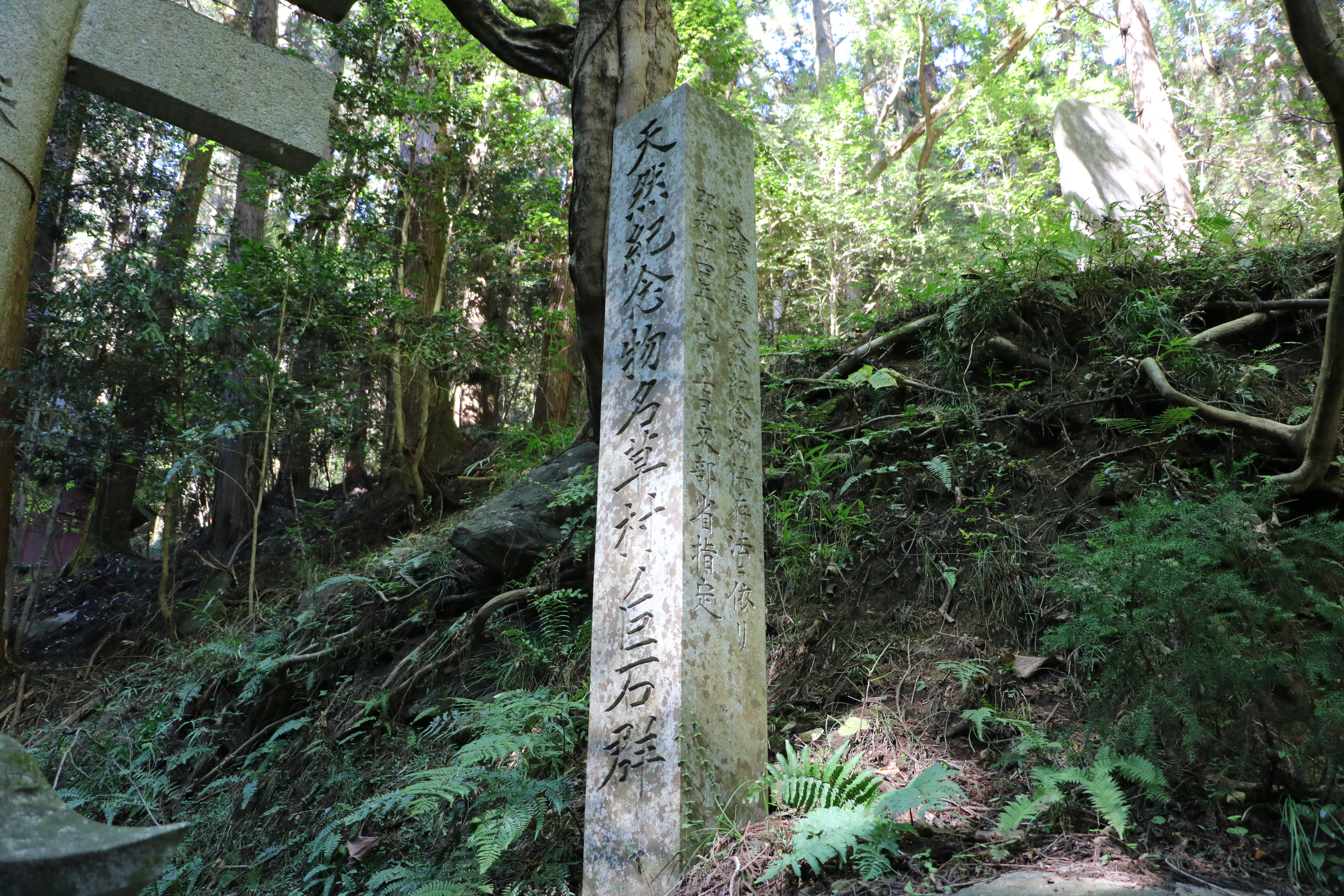
指定地の最下部の石鳥居脇にある天然記念物石碑。2023年10月24日撮影。
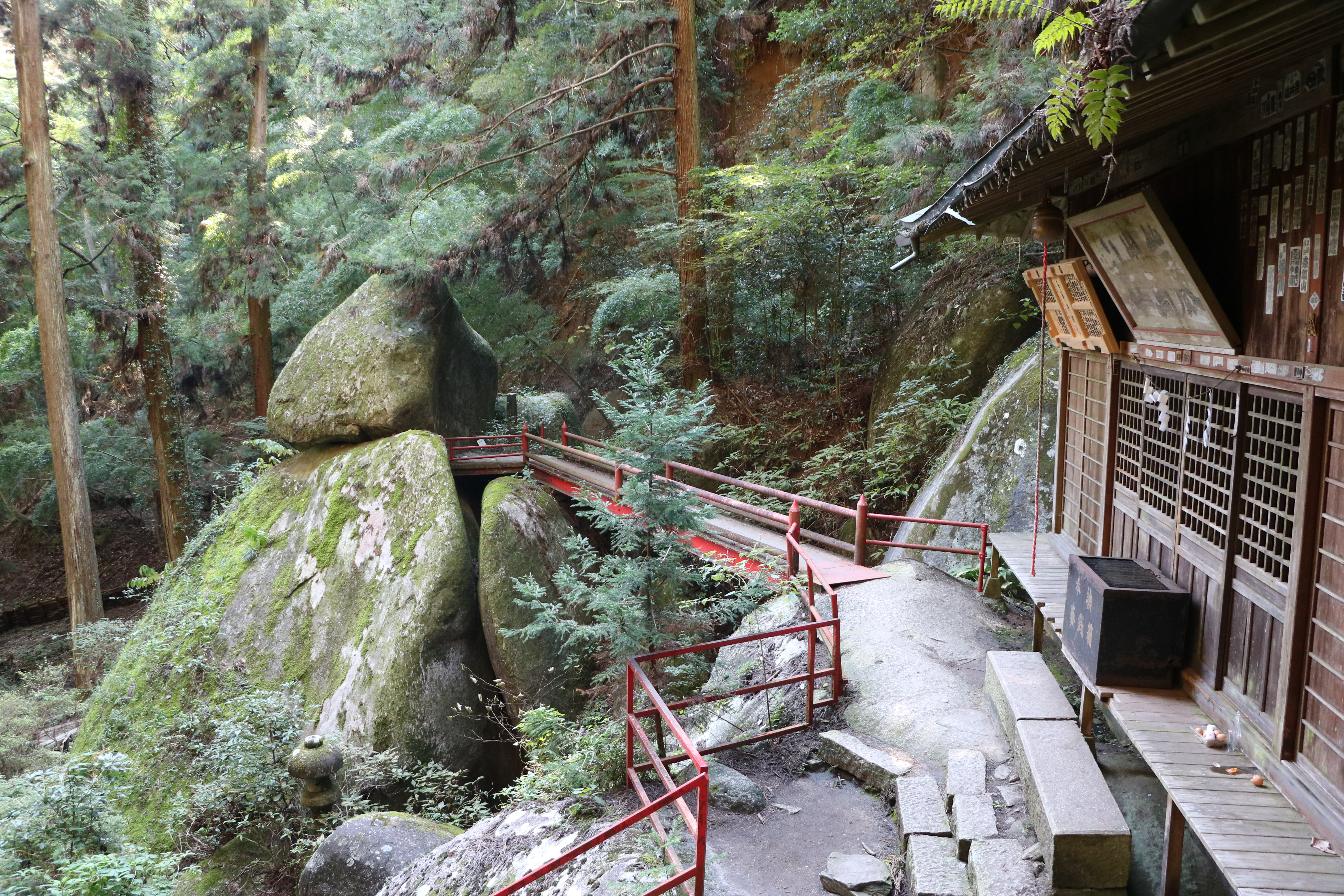
お供え石と本殿。2023年10月24日撮影。

## 交通アクセス
所在地
- 栃木県足利市名草上町4990[8][22]。

交通
- 北関東自動車道足利インターチェンジより車で約20分[22]。